# Taxa de letalitat
La taxa de letalitat abreujat com TL és la proporció de persones que moren per una malaltia entre els afectats per la mateixa en un període i àrea determinats. És un indicador de la virulència o de la gravetat d'una malaltia.
És difícil de realitzar perquè cal registrar tots els malalts per aquesta malaltia i en moltes malalties els casos asimptomàtics o lleus no són declarats.
Fórmula:
{\displaystyle L\%={F \over E}*100}
- L: taxa de letalitat.
- F: Nombre de morts per una malaltia en un període i àrea determinats.
- E: Nombre de casos diagnosticats per la mateixa malaltia en el mateix període i àrea.

És diferent de la taxa de mortalitat en què es dona la proporció de morts per una o diverses malalties entre una població general en un període, que poden estar afectats o no per la malaltia, i per això més fàcil d'establir. Si és per una causa és la taxa de mortalitat específica i si és per totes les causes és taxa bruta de mortalitat.

## CFRiIFR
En les publicacions, en anglès es fa una distinció entre:
- CFR o Case Fatality Rate, no s'inclouen els asimptomàtics.
- IFR o Infection Fatality Rate, s'inclouen els asimptomàtics i infeccions no diagnosticades.